# برونش (ترانه ریگارد)
«برونش» تک‌آهنگی از هنرمند دی‌جی اهل کوزوو ریگارد است که در ۲۶ ژوئیه ۲۰۱۹، نسخه ریمکس‌شده‌ای از این آهنگ منتشر شد. هر چند، نسخه‌های قبلی این ریمکس از اوایل سال ۲۰۱۷ در دسترس بود. این آهنگ به سرعت با موفقیت جهانی روبرو شد و در ایرلند و مکزیک به رتبه اول و در انگلیس به رتبه دوم دست یافت و در سایر کشورهای اروپایی و اقیانوسیه در بین ۲۰ آهنگ برتر قرار گرفت.